# الحرة علم
كانت الملكة الْحُرَّةُ عَلَمُ (ت. 1130م) ملكةً يمانيةً ملكت زبيد في اليمن في عهد سلاسلة النجاحيين ما بين عامي 1123 و1130م.
كانت جاريةً مغنيةً اشتراها ملك زبيد وما حولها آنذاك منصور بن نجاح؛ فكان لهم ولد سموه فاتكًا. حررها الملك منصور فنالت لقب "الحرة." يُقال أن الملك من كثرة إعجابه بذكائها وحِكمتها جعلها مديرة شؤون مملكته؛ إذ لا يُبرم أمرًا دونها. قُتل الملك المنصور سُمًّا عام 1123م على يد وزيره المدعو مَنِّ الله، ولكن بقيت هي ملكةً على شؤون زبيد. تولى ابنها فاتك الثاني حكم زبيد إلى أن توفي عام 1133م. ملكت علمُ زبيد ولم تحكمْها رسميًّا حتى تُوفيت فيها عام 1130م.